# 甘延寿
甘 延寿（かん えんじゅ、? - 紀元前24年）は、前漢の人。字は君況。北地郡郁郅県の人。

## 略歴
若いときに騎射に長けていたことで羽林となり、ずば抜けた身体能力により郎となった。のち、期門となり寵愛され、遼東太守に至ったが罷免された。その後、車騎将軍許嘉の推薦で郎中・諫大夫となり、西域都護となった。
建昭3年（紀元前36年）、西域都護甘延寿は副校尉陳湯と共に、匈奴内の抗争に敗れた後康居にいて漢の西域支配を阻んでいた郅支単于を西域の兵を動員して倒そうと考えたが、皇帝への上奏を経ようとする甘延寿に対し、陳湯は独断で行うべきと主張し、命令を偽って西域の兵や都護配下の屯田兵を動員した。甘延寿は止めようとしたが陳湯が恫喝したため従うこととなり、西域・漢の兵4万を率いて郅支単于を攻め、郅支単于の首を取った。
竟寧元年（紀元前33年）、命令を偽り独断で兵を興したことや、甘延寿がかつて中書令石顕の姉との結婚を断っていたことから、丞相匡衡や中書令石顕は彼らへ恩賞を与えようとしなかったが、劉向の進言があり、元帝は甘延寿・陳湯の罪を許すと共に甘延寿を列侯（義成侯）に封じ、陳湯は関内侯とした。
甘延寿は長水校尉となり、城門校尉・護軍都尉と官を遷り、陽朔元年（紀元前24年）、在職中に死亡した。壮侯と諡された。
義成侯は子の煬侯甘建、節侯甘遷と継承され、甘遷の時、王莽により「誅郅支侯」と改名された。更にその子の甘相が後を継いだが、建武4年（28年）に兵士に殺されて断絶した。